# Schwarzburg-Rudolstadt
Hrabstwo Schwarzburg-Rudolstadt, od 1711 Księstwo Schwarzburg-Rudolstadt (niem. Grafschaft (Fürstentum) Schwarzburg-Rudolstadt) – mały kraj niemiecki, we wschodniej części dzisiejszej Turyngii, powstały z podziału, w 1599 roku, hrabstwa Schwarzburg. Rządzony był przez dynastię Schwarzburg. Do 1806 roku księstwo Świętego Cesarstwa Rzymskiego. W latach 1806–1815 kraj Związku Reńskiego, a od 1815 roku państwo Związku Niemieckiego. Od 1871 kraj Cesarstwa Niemieckiego. Od 1909 roku w unii personalnej z księstwem Schwarzburg-Sondershausen.

## Historia
W 1918 roku w wyniku rewolucji listopadowej w Cesarstwie Niemieckim, ostatni książę Günther Wiktor abdykował 22 listopada 1918, a w księstwie proklamowano republikę. W 1920 dołączyła ona do innych małych państw regionu w celu utworzenia nowej zjednoczonej Turyngii.

## Władcy Schwarzburg-Rudolstadt

### Hrabiowie Schwarzburg-Rudolstadt
- Albrecht VII (1574–1605)
- Karol Günther (1605–1630)
- Albrecht Günther (1612-1634)
- Ludwig Günther I (1612–1646)
  - Emilie von Delmenhorst (1646–1662) (regentka)
- Albert Antoni (1662–1710)

### Książęta Schwarzburg-Rudolstadt
- Ludwik Fryderyk I (1710–1718)
- Fryderyk Antoni (1718–1744)
- Jan Fryderyk (1744–1767)
- Ludwik Günther II (1767–1790)
- Fryderyk Karol (1790–1793)
- Ludwik Fryderyk II (1793–1807)
  - Karolina von Hessen-Homburg (1807–1814) (regentka)

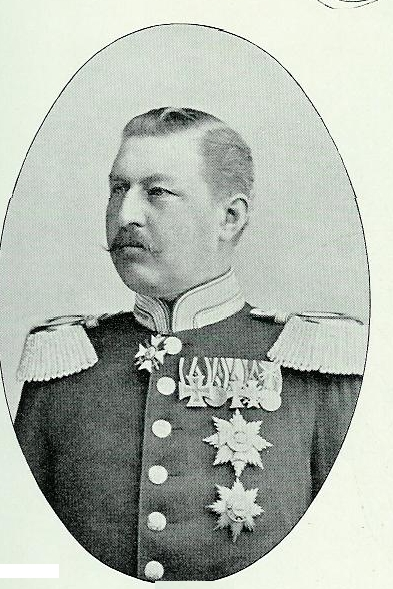
Günther Wiktor – ostatni książę Schwarzburg-Rudolstadt

- Fryderyk Günther (1814–1867)
- Albert (1867–1869)
- Jerzy Albert (1869–1890)
- Günther Wiktor (1890–1918)